# Bistum Saint-Omer

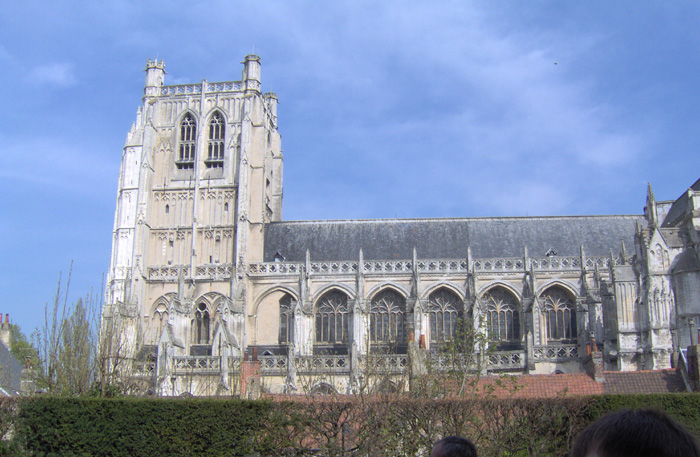
Kathedrale Notre-Dame zu Saint-Omer

Das Bistum Saint-Omer ist ein ehemaliges römisch-katholisches Bistum in Frankreich. Es 
geht zurück auf das seit dem 6. Jahrhundert bestehende Bistum Thérouanne. Dieses wurde 1537 aufgehoben, nachdem Karl V. Thérouanne verwüstet und unbewohnbar gemacht hatte. Die Diözese wurde aufgeteilt auf drei neue Bistümer mit Sitz in Ypern, Boulogne und Saint-Omer. Mit dem Konkordat von 1801 wurde das Bistum Saint-Omer aufgelöst; die Diözese ging im Bistum Arras auf. Das Bistum gehörte zur Kirchenprovinz Cambrai.